# Osecký klášter
Klášter Osek je neobsazený cisterciácký klášter v Oseku u Duchcova pod Krušnými horami. Původně románsko-gotický klášter z 13. století (křížová chodba, kapitulní síň s originálním pulpitem) byl přestavěn za účasti Octavia Broggia do dnešní podoby vrcholně barokního areálu. Jeho součástí je kostel Nanebevzetí Panny Marie, budovy starého a nového konventu, prelatura s hodinovou věží a hospodářské budovy. Areál kláštera je od roku 1995 národní kulturní památkou.

## Historie

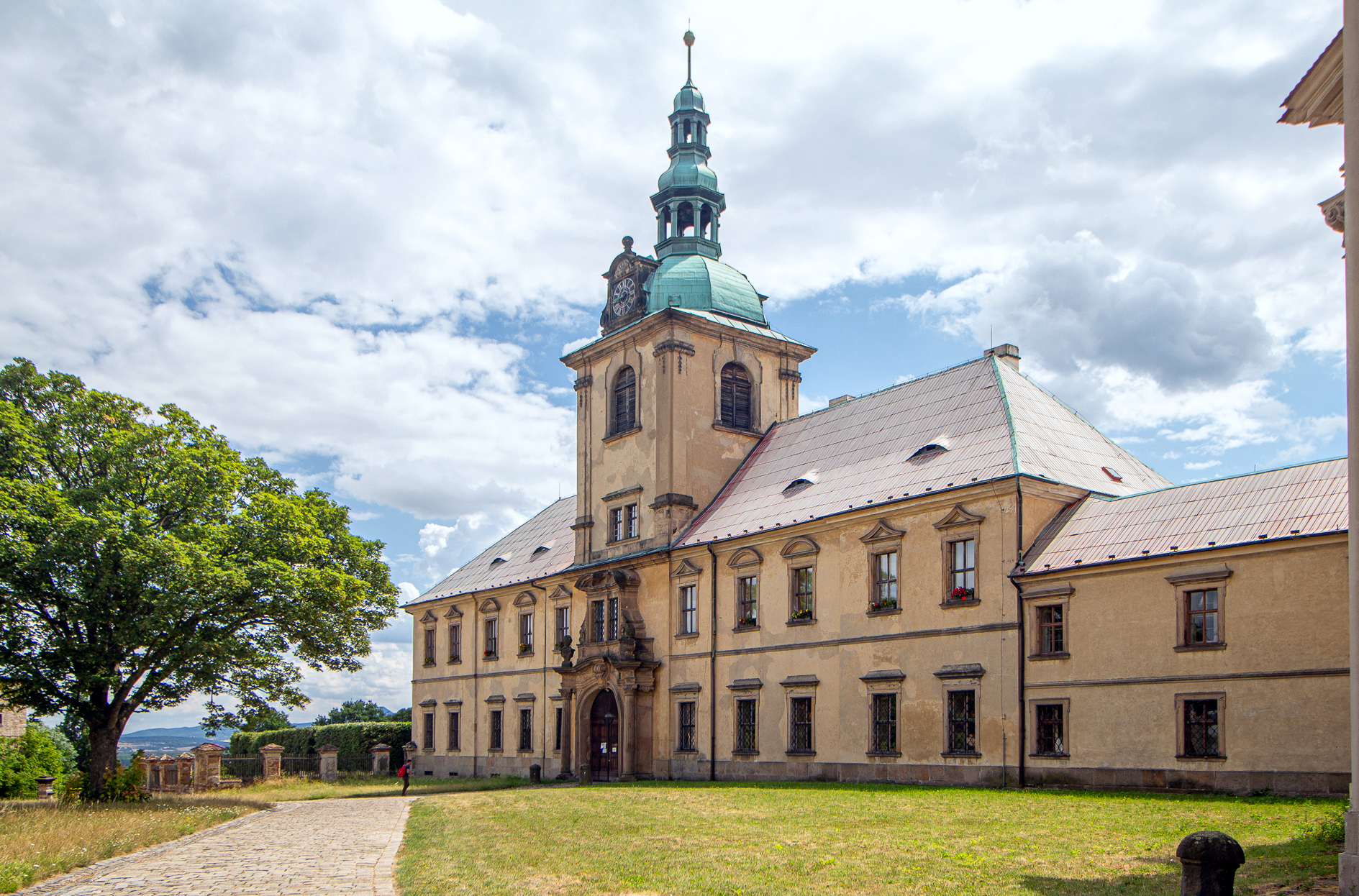
Prelatura (sídlo opata) oseckého kláštera – pohled z bývalého hospodářského dvora

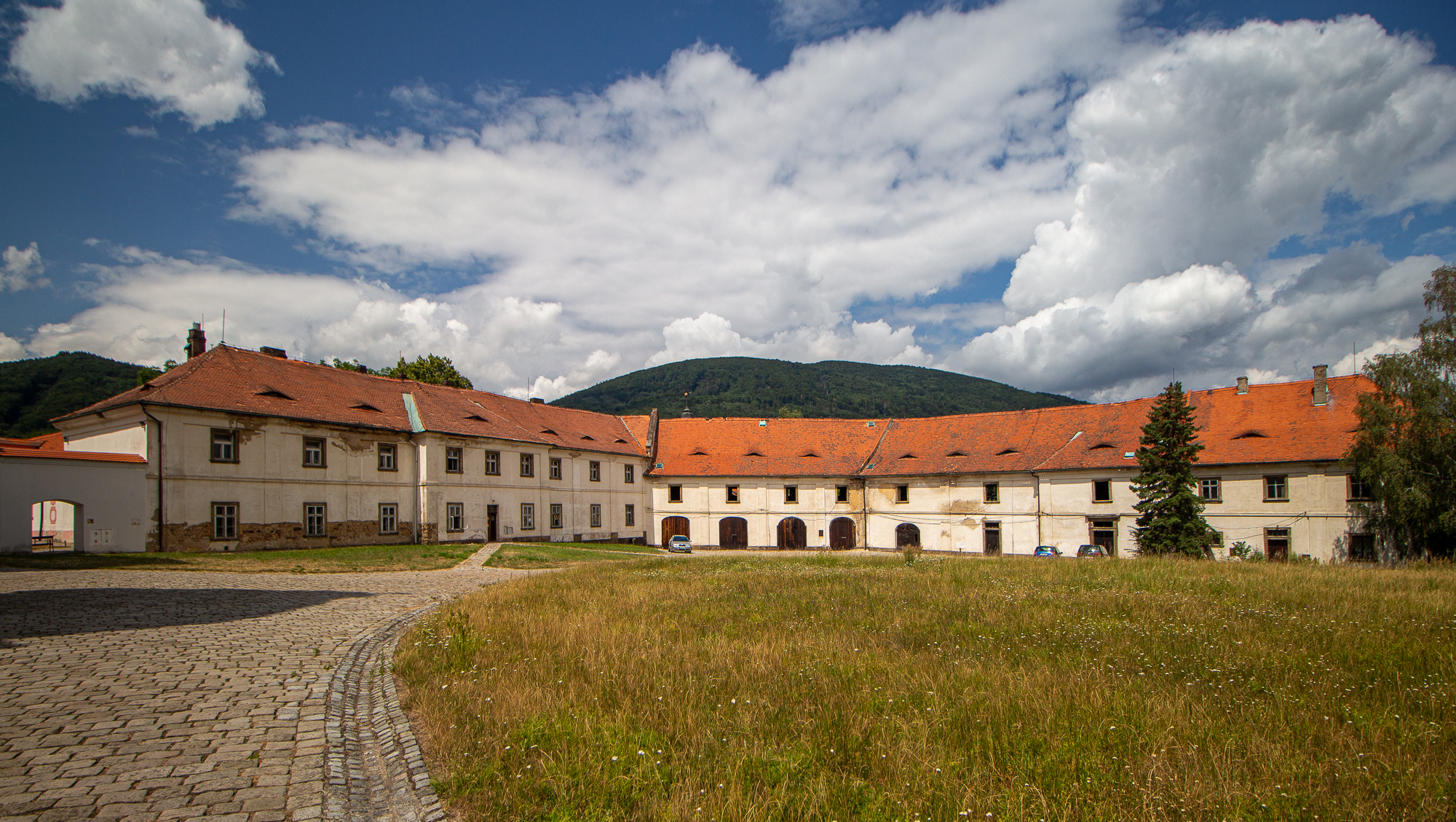
Hospodářské budovy oseckého kláštera s pivovarem OSSEGG

### Dvojí založení kláštera
Prvním zakladatelem kláštera byl jistý magnát Milhošť, který ke konci 12. století oslovil bavorský klášter Waldsassen a mnichům nabídl statek Mašťov. Vše nasvědčuje tomu, že Milhošť nadále pobíral část výnosu z klášterního zboží a po šesti letech nešťastné mnichy z Mašťova vyhnal. Vyhnancům poskytl azyl Slávek z rodu Hrabišiců (nejvyšší komorník krále Přemysla Otakara I.) a přibližně v roce 1197 je usadil ve svém Oseku. Postupem času Slávkovi potomci Osek zcela přenechali mnišskému řádu, a přestěhovali se na nově vybudovaný hrad Rýzmburk. Ochranu oseckému klášteru přislíbil i sám panovník Přemysl Otakar I. a papež Inocenc III.
Posloupnost
Každý cisterciácký klášter má svou „rodovou linii“, vedoucí zpět až k původní cisterciácké komunitě v Citeaux. V případě Oseku tato linie vypadá následovně:
Citeaux – Morimond – Kamp – Volkenroda – Waldsassen – Mašťov/Osek

### Na území Rýzmburků

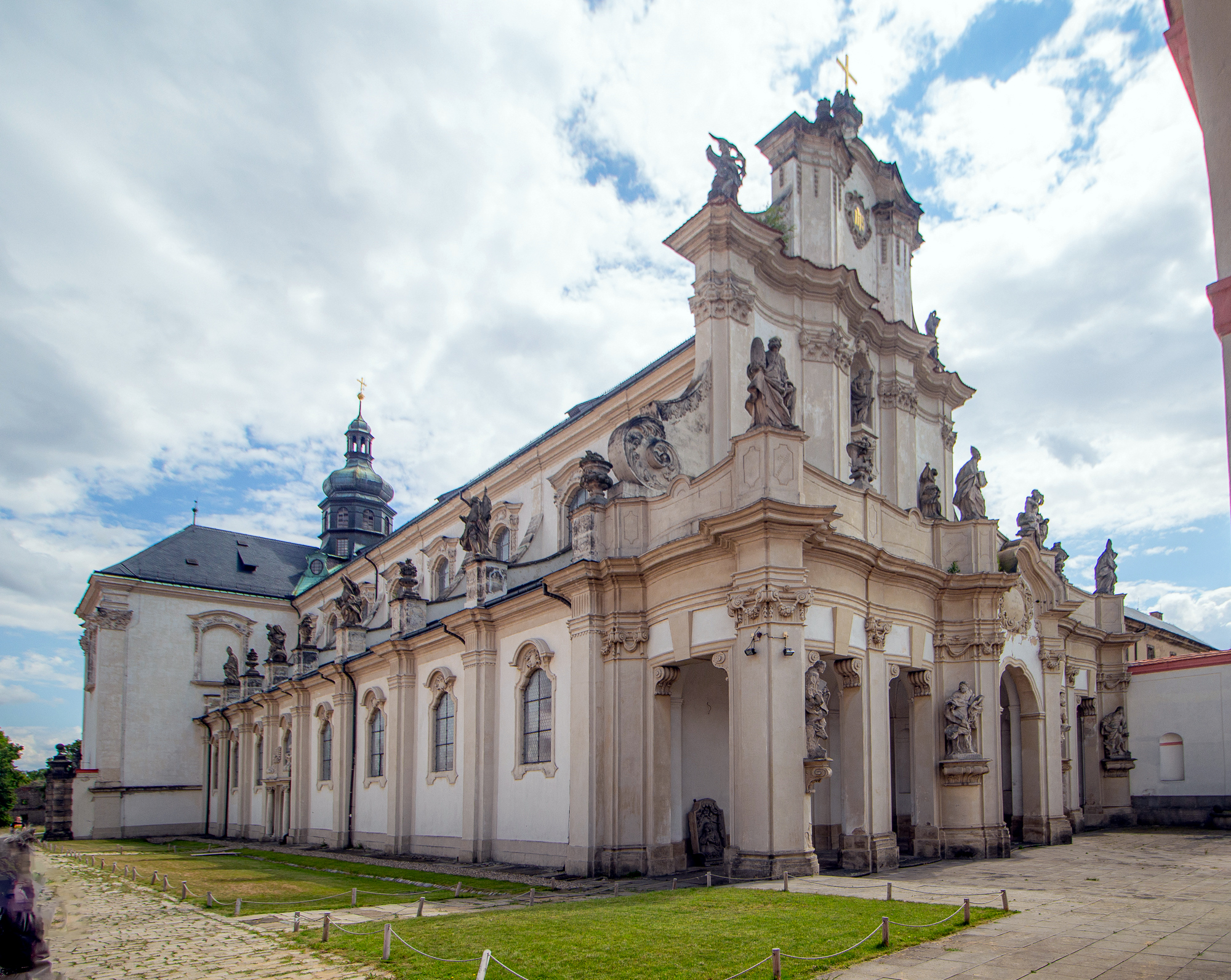
Barokní klášterní Kostel Nanebevzetí Panny Marie

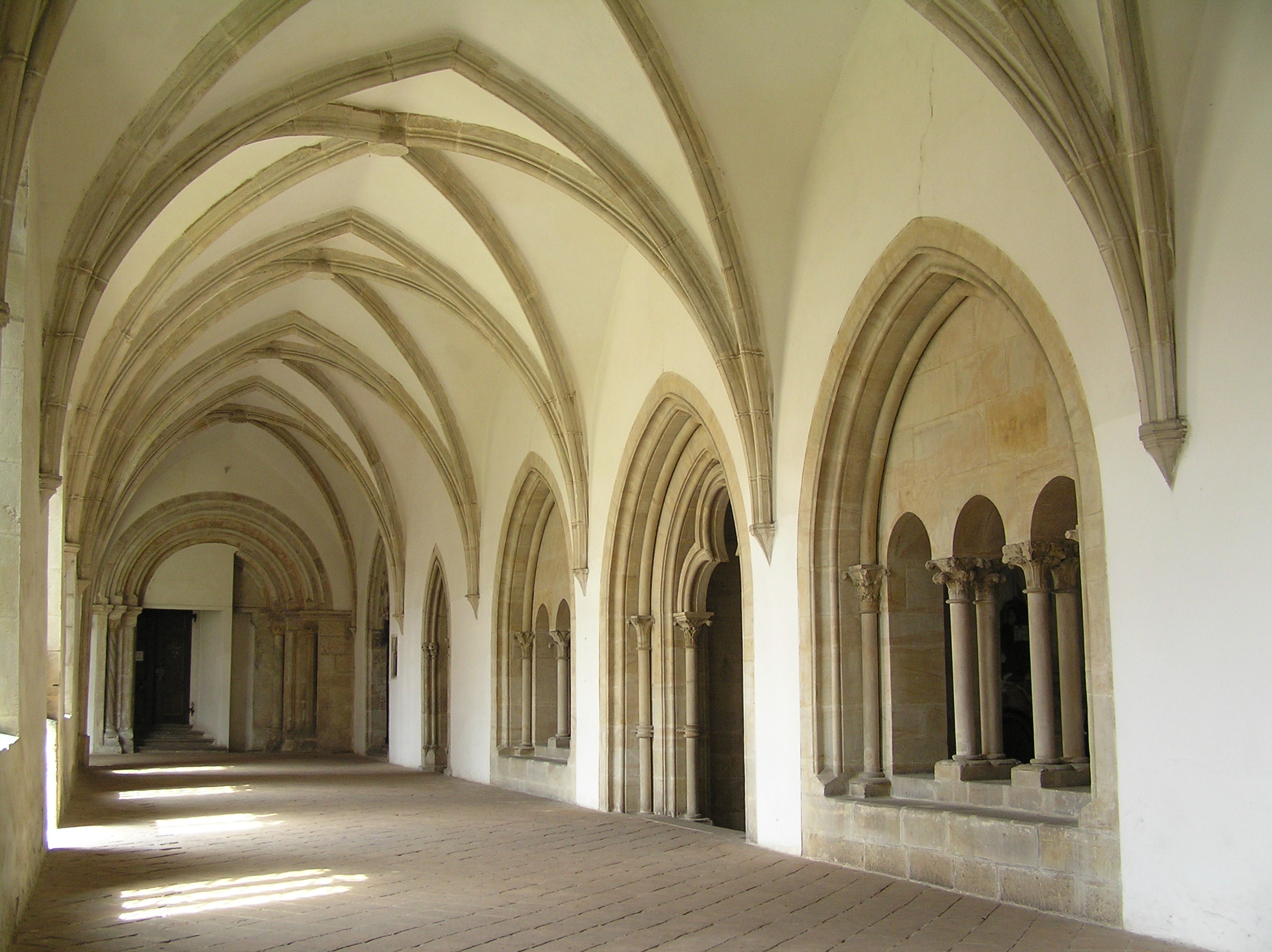
Křížová chodba s kapitulní síní

Ve třicátých letech 13. století se stal opatem vnuk zakladatele, Slávek III. Hrabišic. Klášter získával nové statky, horečně se budovalo, a osečtí cisterciáci se dokonce pokusili o vlastní filiaci v Nížkově. Filiace se nezdařila a v době povstání kralevice Přemysla proti otci klášter doplatil na příslušnost k rýzmburskému zakladatelskému rodu. Straníkem krále Václava I. byl totiž i bratr opata Slávka Boreš z Rýzmburka, který porazil Přemysla v bitvě u Mostu. Horkokrevný mladík se poté pomstil vypleněním kláštera v Oseku. Po královském smíření se klášter z újmy rychle vzpamatoval a začal opravovat poškození a také dále rozšiřovat svůj majetek. Boreš z Rýmburka se roku 1260 zúčastnil česko-uherské bitvy u Kressenbrunnu a tam ukořistil pro klášter vzácnou relikvii – ostatek sv. Jana Křtitele. V sedmdesátých letech třináctého století se Boreš zřejmě podílel na vítkovském povstání proti králi a klášter se opět dostal do potíží. V době po smrti krále Přemysla Otakara II. celý konvent po dalším drancování na tři roky odešel do Míšně, aby za vlády Václava II. opět zažil dobu hospodářské prosperity a míru.

### Klášter královský
Jan Lucemburský na základě již předchozích panovnických snah učinil osecký klášter klášterem královským a až do husitských válek se cisterciákům dařilo zachovat majetek a klid na svém území. V červenci roku 1421 husitská vojska Pražanů klášter dobyla a vypálila. Mniši naštěstí situaci předvídali a včas vyhledali útočiště v míšeňském klášteře Altzella.
Pokračováním kláštera byl návrat cisterciáků zhruba v polovině 15. století. Šlo o období permanentních problémů, které se stupňovaly. V roce 1579 zemřel opat Baltazar a administrátorem kláštera se stal Ondřej Wiedemann, opat v Sedlci a na Zbraslavi. O rok později bylo osecké opatství zrušeno papežem na návrh Rudolfa II. a jeho majetek přešel do správy pražské arcibiskupské konsistoře. Osečtí mniši byli nuceni odejít na Zbraslav. Arcibiskup Karel z Lamberka si klášter velmi oblíbil a často a rád v něm pobýval. Dokonce se pokusil jej natrvalo přičlenit k arcibiskupským majetkům. Dokonce za tím účelem nechal zničit klášterní archiv, dokumentující, co všechno si mohou cisterciáci v případě obnovy kláštera nárokovat. Jednomu z klášterních písařů se povedlo uchránit před spálením tzv. Codex Damascus, tedy rukopisný kopiář všech pro klášter důležitých listin. Takže Lamberkova snaha vyšla naprázdno.
K obnově klášterního života v Oseku došlo až v roce 1626, o což se velmi přičinil pražský arcibiskup Jan Lohelius. Ten byl mimo jiné veden snahou odčinit barbarský přístup svého předchůdce Karla z Lamberka. K volbě nového opata mohlo být přikročeno až v roce 1650. U kostela Nanebevzetí Panny Marie byla v letech 1726–1732 uspořádána terasovitá zahrada s plastikami I. Reichmana a vybudován i barokní pavilon.
Areál velkoryse přestavěl Octavio Broggio. Za josefinských reforem hrozilo klášteru zrušení, tehdejší opat Mauritius Elbel však dokázal fungování kláštera uhájit. Za opatů Elbela a Venusiho také došlo k některým dalším úpravám v areálu kláštera (opat Elbel dal např. vymalovat do současné podoby velký sál v opatství), k rozšiřování klášterních sbírek a podporování vědecké práce členů konventu. V klášteře tehdy působila celá řada hudebně nadaných mnichů. Například Jakob Trautzl, Nivard Sommer či Joachim Cron. Za opata Zahrádky byla obnovena klášterní nemocnice.
Po první světové válce uvalilo ministerstvo zemědělství v Praze v roce 1919 na panství řádu Cisterciáků v Oseku vnucenou správu a správcem panství jmenovalo Jana Trávníčka. Pozemkovou reformu na velkostatku prováděl v roce 1924 Státní pozemkový úřad v Roudnici nad Labem.
Pozemková reforma.  Státní pozemkový úřad přidělí do vlastnictví po případě do pachtu z velkostatku Osek, který vlastní Řád Cisterciáků, v soudních okresech Most, Bílina a Chomutov, zbytkové statky ze dvorů: Rudolice ve výměře cca 80 ha, Velebudice ve výměře cca 30 ha, Skyřice ve výměře cca 70 ha, Vtelno ve výměře cca 80 ha, Škrie ve výměře cca 180 ha.
Venkov, 23.11.1924

### Situace po druhé světové válce
Za druhé světové války byl opat Scharnagl donucen nacisty k odprodeji části klášterního hospodářství. Scharnaglův nástupce, opat Eberhard Harzer byl po skončení války internován a připravoval se jeho odsun do Německa. Spolu s ním bylo uvězněno několik dalších mnichů, kteří byli brutálně vyslýcháni s cílem prokázat jim kolaboraci s nacisty. Ač jim nic prokázáno nebylo, byli určeni na nucenou práci v uhelných dolech v okolí Oseka (klášterní provizor Dionýsius Heger během důlních prací tragicky zahynul). Opat Harzer se pokusil klášter udržet v chodu tím, že jmenoval převorem českého cisterciáka, P. Zikmunda Jana Kapice, který byl za války nacisty perzekvován. P. Kapic měl rovněž být národním správcem klášterního majetku. Tato snaha vyšla naprázdno a P. Kapic se pouze stal administrátorem oseckého děkanství (v roce 1947 jej zde doplnil Lužický Srb, P. Mickel, O.Cist.). Po roce 1948 byl přeložen do Bíliny. Z českých cisterciáků se v blízkosti kláštera udržel pouze P. Nivard F. Krákora, O.Cist., který spravoval až do své smrti v roce 1975 farnost Mariánské Radčice.
P. Mickel po roce 1948 působil ve farnostech Vtelno, Vysočany a Židovice a později v Hrobu. V 60. letech byl několik let ve vězení, a na sklonku života byl opět administrátorem farnosti Vtelno. Zemřel v roce 1980.
Do oseckého kláštera byli v roce 1946 na základě dohody cisterciáků a diecéze povoláni salesiáni. Cisterciáci, většinou německé národnosti, byli postupně odsunuti do Německa. Salesiáni (kněží, klerici, asistenti a koadjutoři) zde působili jako kaplani v duchovní správě, především na inkorporovaných cisterciáckých farách. Současně však zde založili pro celou českomoravskou salesiánskou inspektorii institutum theologicum pro vlastní bohoslovce, jejichž počet brzy přesáhl 45. V roce 1950 pak jejich činnost v Oseku z důvodu zákazu v rámci Akce K skončila a oseckému klášteru nastala další etapa vývoje, protože zde byl zřízen internační tábor pro řeholníky.
Později zde byly internovány řeholní sestry. Některé jsou pochovány na oseckém hřbitově. Sestry zde ještě v devadesátých letech dvacátého století po určitou dobu žily, ač do kláštera se již vrátili opět cisterciáci.

### Bývalé farnosti kláštera
Klášter měl své inkorporované farnosti, v nichž už dnes cisterciáčtí kněží nepůsobí. Byly to:
- Hrob (dnes spravováno diecézním knězem)
- Jeníkov u Duchcova (dnes spravováno diecézním knězem)
- Jenišův Újezd (farnost zanikla kvůli těžbě uhlí)
- Mariánské Radčice (dnes spravováno diecézním knězem, filiálka Libkovice zanikla kvůli těžbě uhlí)
- Vysočany (k 1. ledna 2013 zanikla sloučením s farností Údlice-Přečaply)[9]
- Vtelno u Mostu (dnes spravováno diecézním knězem)

## Klášter po roce 1990
| Rok  | Počet návštěvníků |
| ---- | ----------------- |
| 2015 | 5 201             |
| 2016 | 6 375             |
| 2017 | 6 081             |

| rok    | 1995  | 1996  |
| ------ | ----- | ----- |
| částka | 5 600 | 4 700 |

Po roce 1990 se začalo s obnovou cisterciáckého působení v klášteře. Postupně se zde vystřídalo několik řeholníků a řeholních kandidátů. V roce 2007 bylo v opatském kostele poprvé po několika desetiletích udíleno kněžské svěcení. V roce 2008 tvořili komunitu dva cisterciáci – opat Jindřich Bernhard Thebes O. Cist. a P. Charbel J. Schubert O.Cist. Od září 2008 se opat přestěhoval do hospicu Goppeln v Německu, kde 27. března 2010 zemřel, a P. Charbel byl přemístěn do jednoho z klášterů v Rakousku. V současné době tedy není v klášteře mnišská komunita, funguje pouze společenství oblátů kláštera.
Na přelomu let 2013/2014 byl klášter svěřen řádem do užívání litoměřické diecéze s tím, že se do něj mohou mniši kdykoliv vrátit.

### Program záchrany architektonického dědictví
V rámci Programu záchrany architektonického dědictví bylo v letech 1995–1996 na opravu památky čerpáno 10 300 000 Kč.

## Popis kláštera
Areál kláštera je podstatnou částí centra města Osek. Tvoří jej především orientovaný objekt kostela Nanebevzetí Panny Marie, na jehož jižní straně je čtyřstranný uzavřený objekt budov konventu s rajským dvorem. Na východní straně konventu je trojstranná budova prelatury s nádvořím a kašnou. Tyto stavby dále na severu doplňuje pás hospodářských budov s komplexem pivovaru ve východní části a panským domem v západní části. V zalomení dvou křídel panského domu je umístěna orientovaná kaple sv. Kateřiny.
Na jižní straně na konvent navazuje objekt špitálu a s ním propojená konventní knihovna, na jižní straně prelatury stojí další hospodářské objekty (kůlna, ovčín a další). Celý areál na východě doplňuje klášterní zahrada s pavilony, vodními plochami a socham.

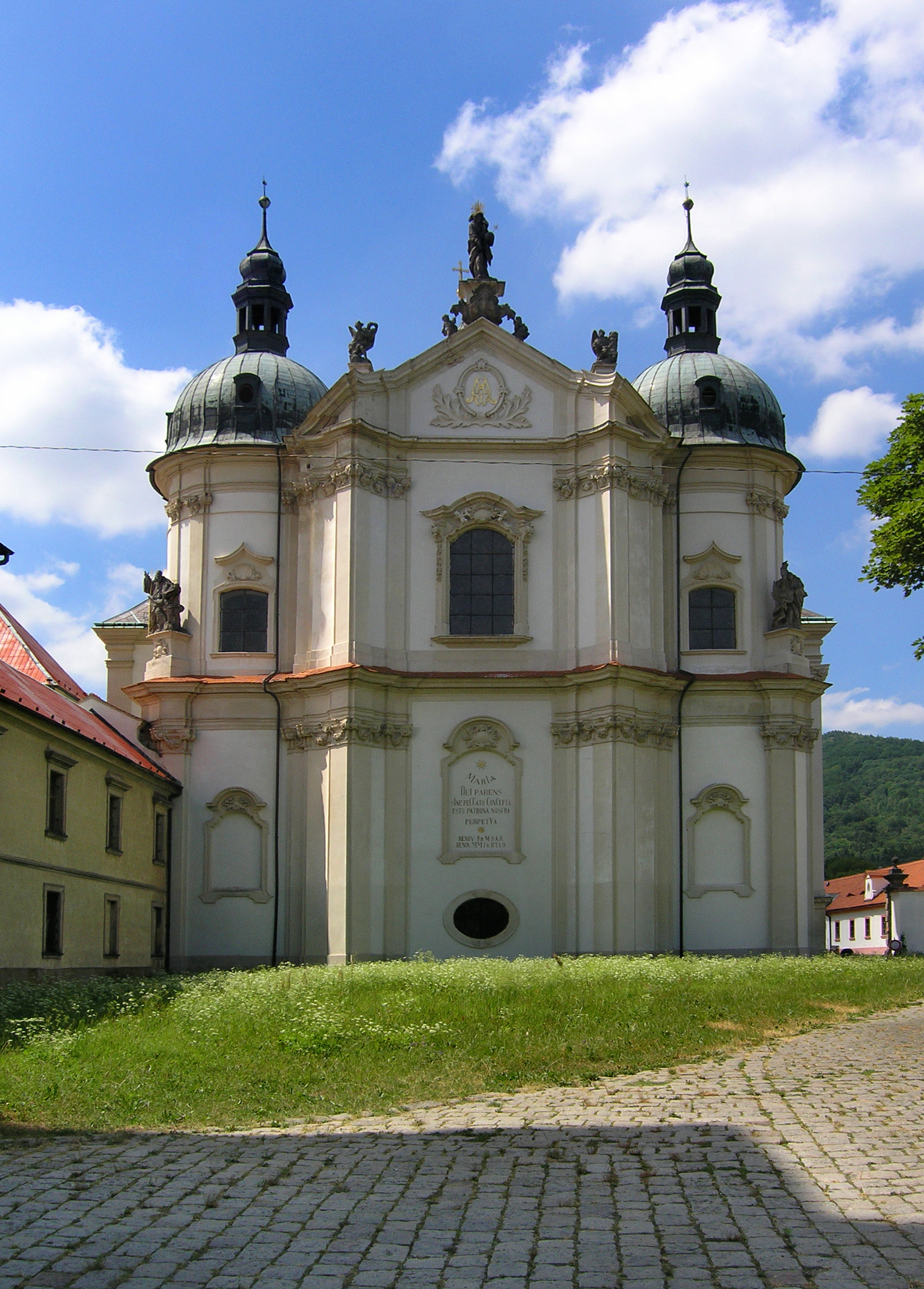
Východní průčelí konventního kostela Nanebevzetí Panny Marie

### Budovy konventu
Budovy konventu jsou rozděleny na Starý konvent a Nový konvent. Starý konvent byl vybudován v letech 1225–1250. Je tvořen gotickou kapitulní síní a křížovou chodbou se studniční kaplí. V kapitulní síni je dochován unikátní gotický kamenný otáčecí pulpit. Nový konvent byl vybudován v letech 1705–1708. V 1. patře se nachází bohatě zdobený slavnostní sál. K Novému konventu přiléhá zahrada s gloriety.

### Klášterní kostel Nanebevzetí Panny Marie

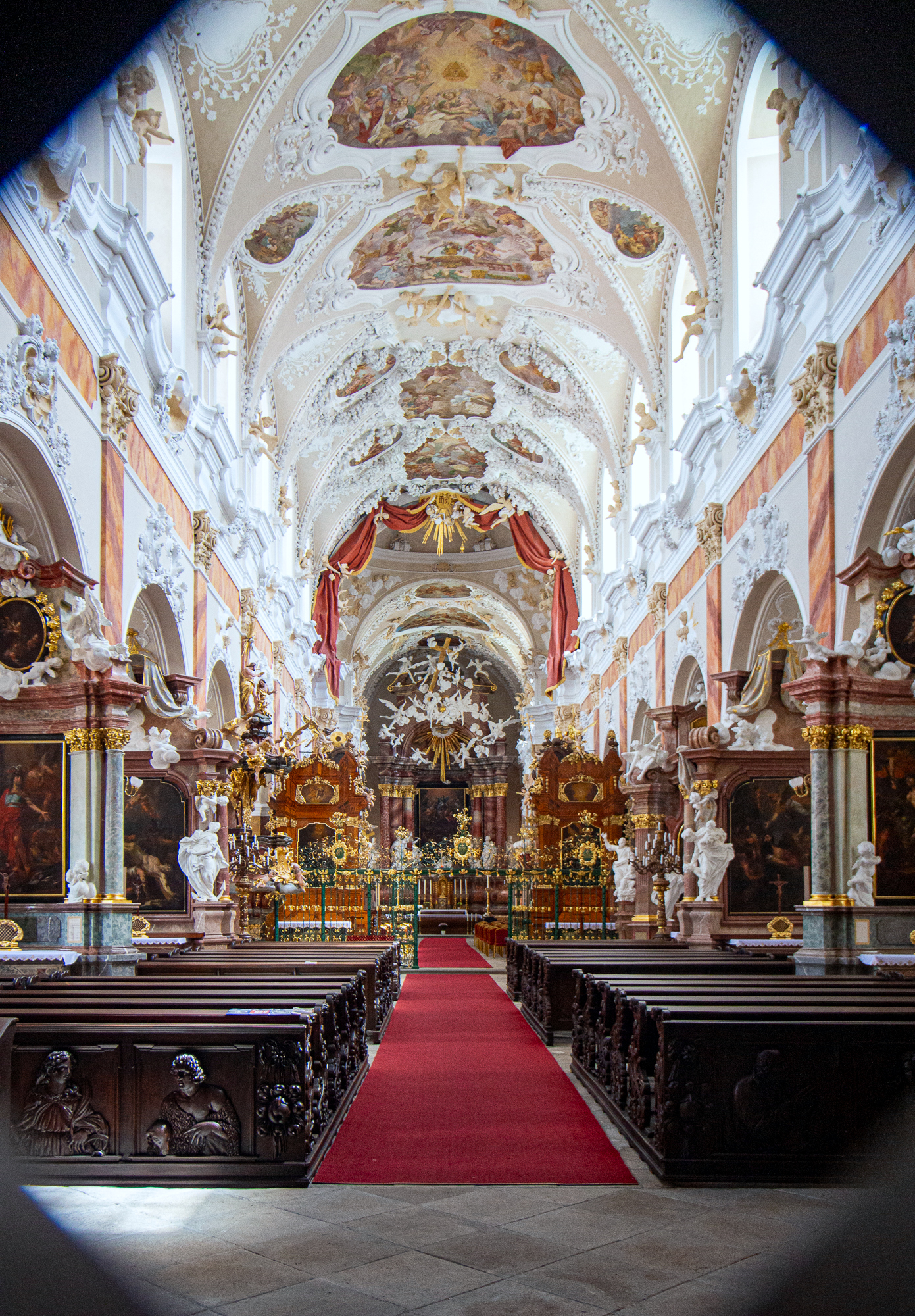
Loď klášterního kostela

Opatský kostel je trojlodní bazilika s trojosým průčelím. Podle cisterciáckých zvyklostí nemá velkou věž, pouze je nad křížením lodi a transeptu sanktusová vížka, v níž se nachází zvon z roku 1489 s českým nápisem gotickou minuskulí.Obě boční věže u východního průčelí jsou bez zvonů, ve zvononosné konstrukci je prázdné místo po dvou jiných zvonech. V boční lodi chrámu je pozdně gotická soška Panny Marie. V roce 2009 se slavilo 800 let od posvěcení kostela. Hlavním bodem oslav byla Mše svatá v sobotu 15. srpna 2009, jíž celebroval litoměřický biskup Jan Baxant. V roce 2010 zemřel v Goppelnu v Německu osecký opat Jindřich Bernhard Thebes, a 7. dubna toho roku byl pohřben do hrobky klášterního kostela.

### Prelatura s věží
Prelatura byla zbudovaná po roce 1710. Ve střední části má bránu a hodinovou věž v ose hlavního vstupu do kláštera. V patře nad hodinami se na dřevěné konstrukci, která byla před nedávnem restaurována firmou Perner, nachází celkem čtyři zvony, přičemž každý byl vyroben jiným zvonařem:
- zvon z r. 1640 od Zachariáše Hilgera,
- zvon z r. 1657 od Melichara Michelina,
- zvon z r. 1673 od Mikuláše Löwa,
- zvon z r. 1720 od Jana Gaua.

V 19. století je zde doložen ještě zvon od Jana Jiřího Kühnera, dnes nezvěstný. Nad zvony se ve zdvojené lucerně nacházejí nad sebou dva cymbály, rozeznívané hodinovým strojem.

### Hospodářské budovy
Vstupní část kláštera souvisí s hospodářskými budovami, které zahrnují tzv. Panský dům (zde zřejmě v minulosti sídlila klášterní hospodářská správa), někdejší stáje a dílny a klášterní pivovar. Ten byl obnoven v roce 2014 a zde uvařené pivo je dodáváno do pohostinství v Oseku a v blízkém okolí. Vedle "Panského domu" se rovněž nachází kaple sv. Kateřiny a Barbory, původně součást klášterního špitálu. V severovýchodní části areálu se nachází vodní mlýn.

## Zajímavost
- Motiv kláštera Osek se objevil na české poštovní známce 22. března 2006 s katalogovým číslem 470 a nominální hodnotou 12 Kč.
- Osecký klášter byl správcem a donátorem kaplí zaniklé poutní cesty z Libkovic do Mariánských Radčic, založené roku 1725.

## Další fotografie

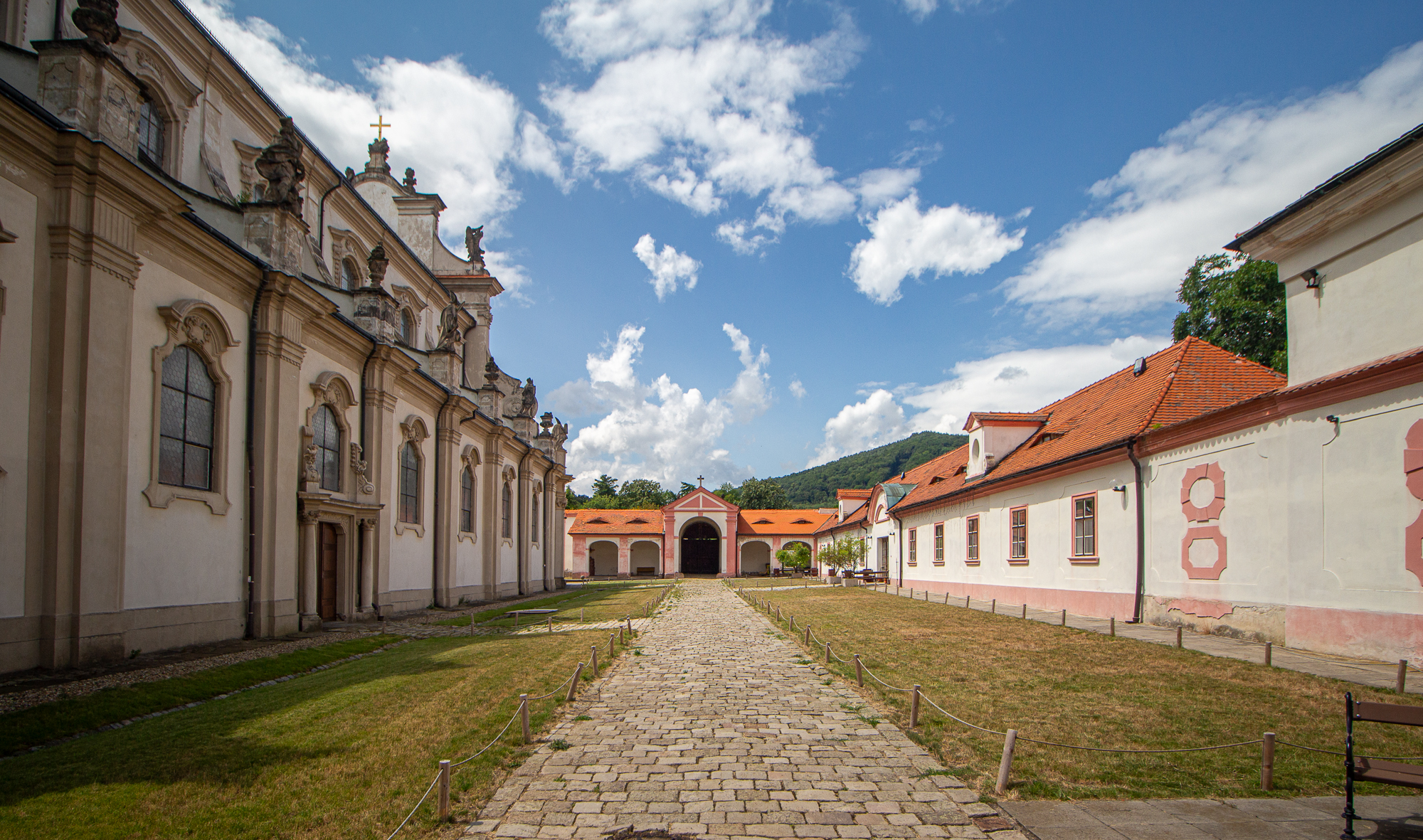
Nádvoří Kláštera Osek
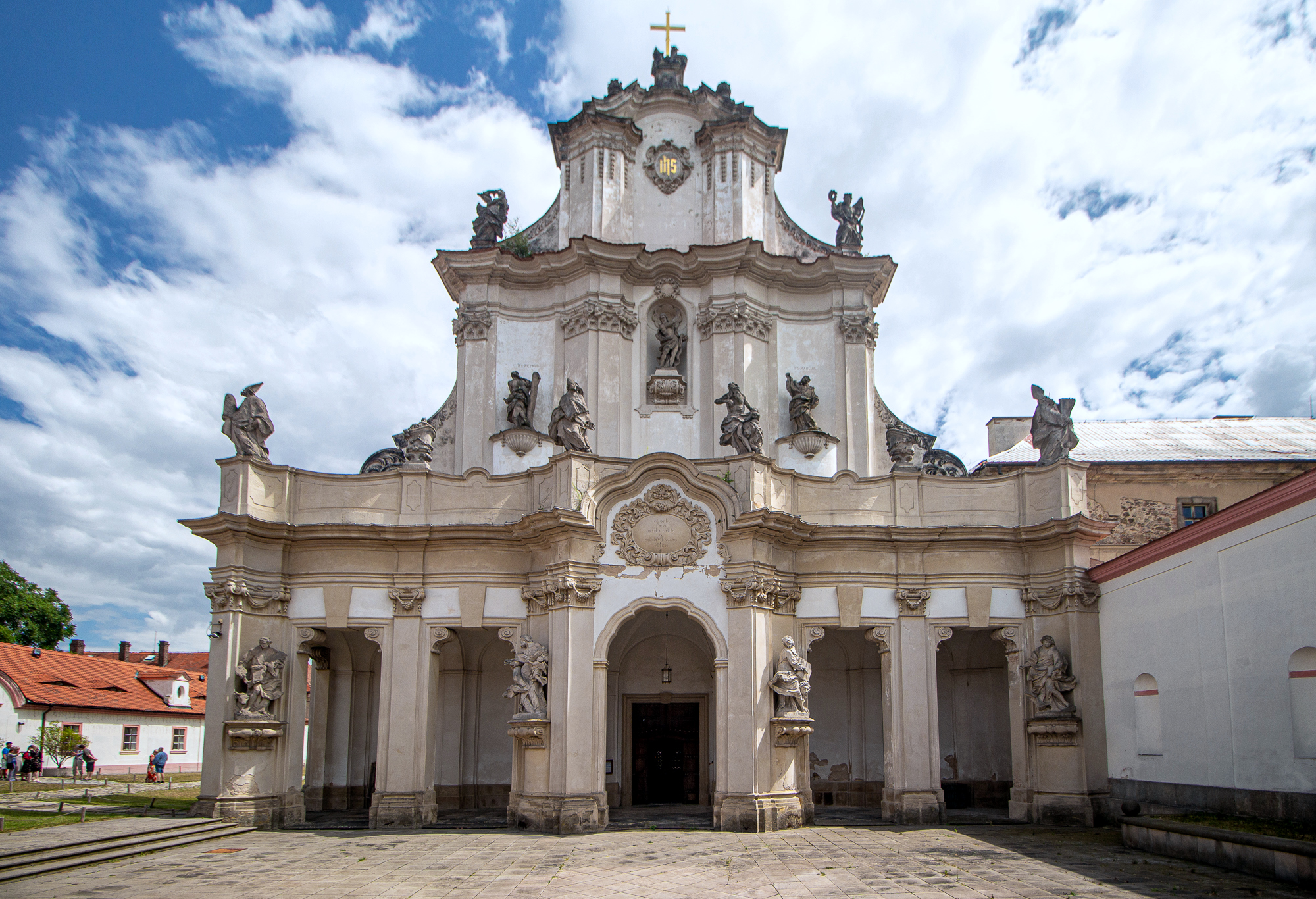
Barokní průčelí klášterního kostela
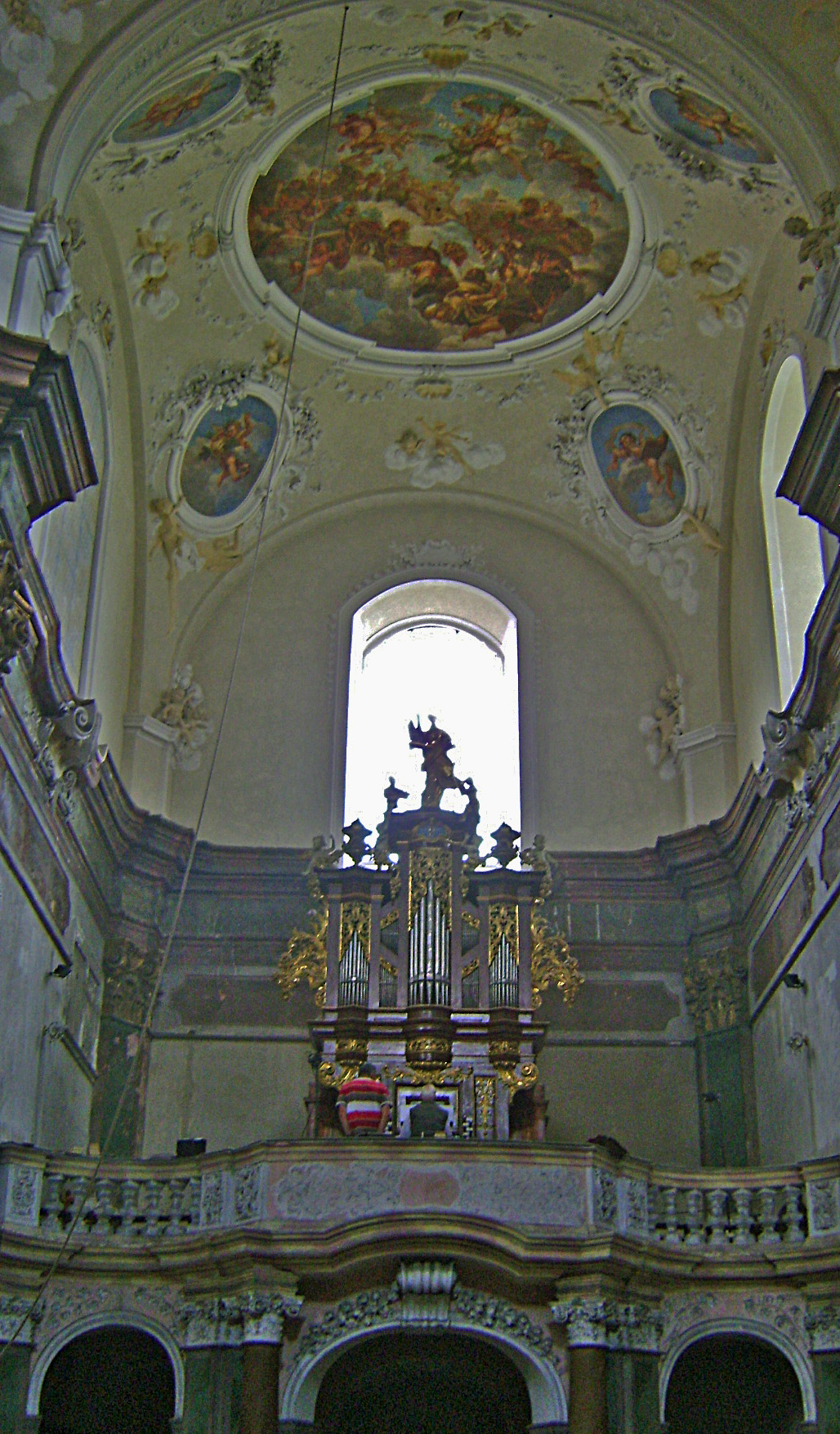
Chórové varhany v klášterním kostele
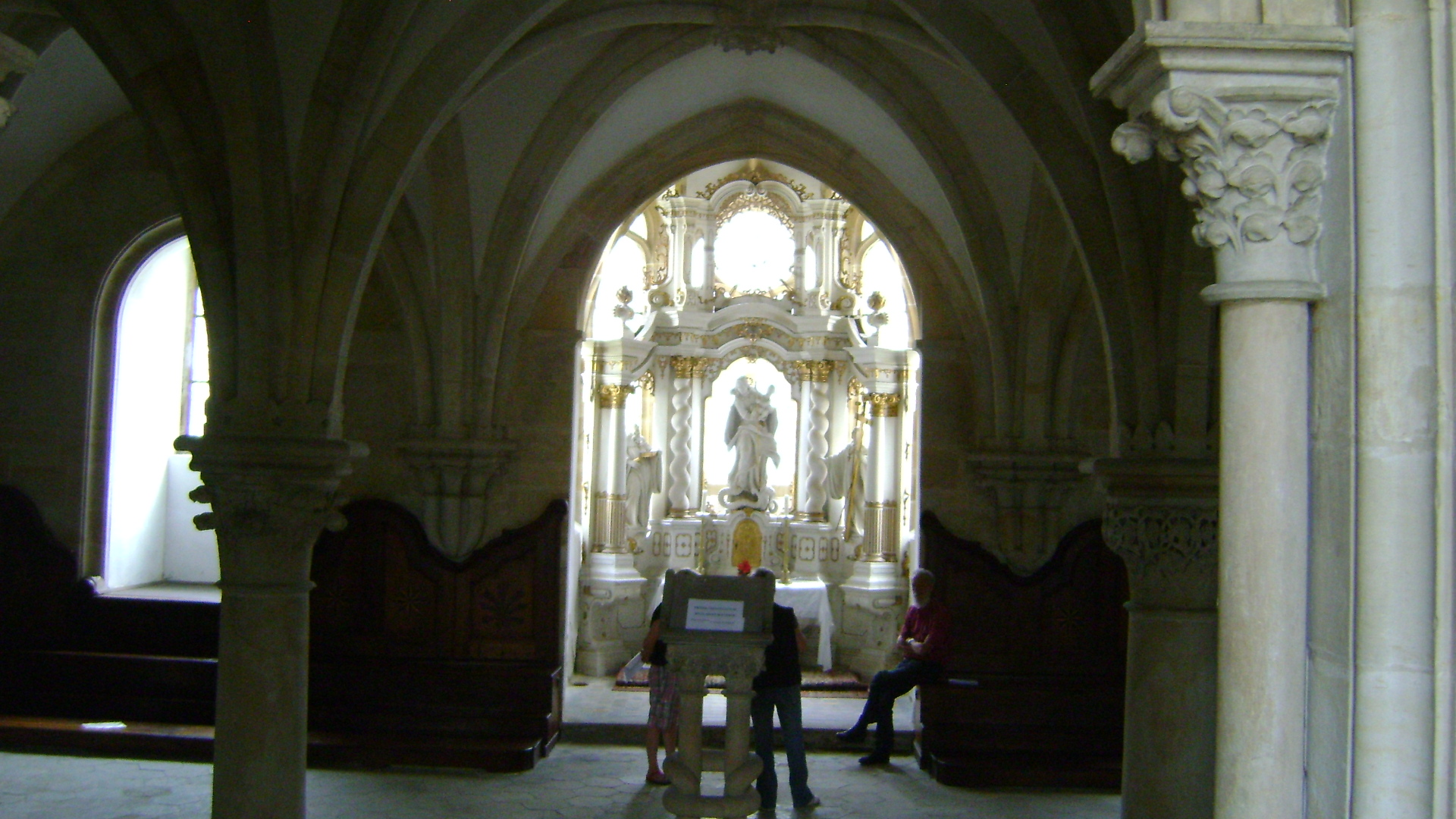
Kapitulní síň kláštera
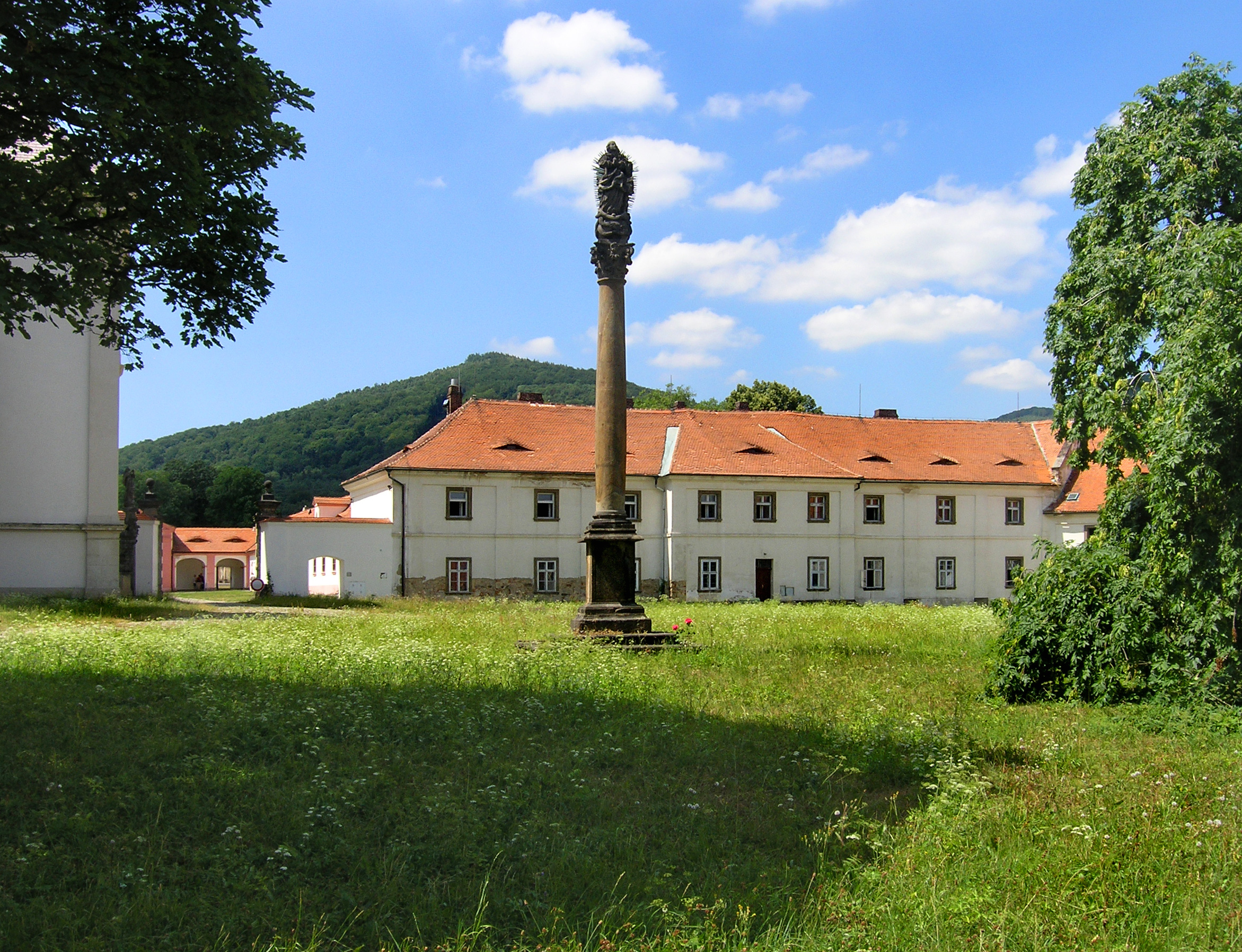
Hospodářský a obytný dvůr kláštera
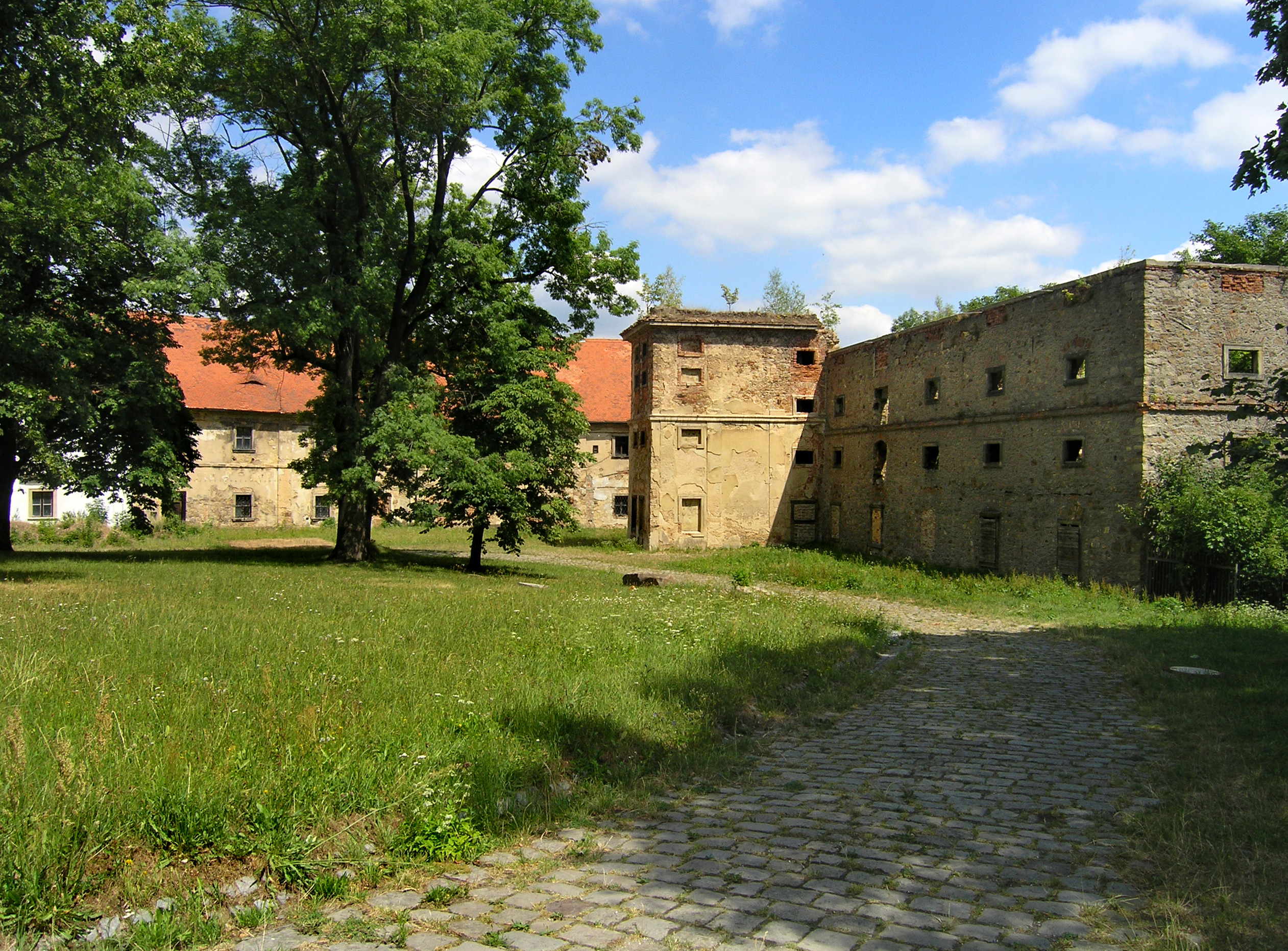
Neopravené části hospodářského dvora (pivovar a sýpka)